# Улицы Коломны
За более чем 800-летнюю историю в Коломне появилось несколько сотен улиц, площадей, проспектов. Без района Щурово в Коломне насчитывается 167 улиц. По разным оценкам в городе от 257  до 269 улиц. В начале XX века в городе насчитывалось 43 улицы и 2 площади.

## Переименования улиц
В Коломне 2 раза проводились массовые переименования улиц:
- В октябре 1921 года в результате борьбы большевиков со «старым режимом» были переименованы почти три десятка улиц. Исчезли названия, данные по церквям, монастырям и по именам домовладельцев.
- В декабре 1968 года было переименовано более десятка улиц, в том числе и те, которые переименовывались в 1921 году.

В отличие от многих городов России в постсоветский период процесс переименования улиц Коломну практически не затронул. Поэтому в Коломне можно встретить проспект Кирова, улицы Октябрьской революции, Ленина, Фрунзе, Дзержинского и другие. Отчасти это связано с тем, что указанные улицы появились в городе уже в советское время и у них отсутствуют исторические названия. Для улиц в старой части города распространены двойные названия, для которых старые названия указываются в скобках.

## Площади
В Коломне насчитывается несколько площадей, возникших в различное время. Некоторые из них ведут свою историю с глубокой древности, другие обязаны своим становлением советскому периоду.
- Соборная площадь — существует с XIV века
- Пречистенская площадь
- Житная площадь
- Воздвиженская площадь
- Советская площадь
- Площадь Восстания
- Площадь Двух Революций
- Площадь Марии Шевлягиной

## Проспекты
- Окский проспект
- Проспект Кирова

## Улицы

Памятник Гагарину на одноимённой улице в Коломне, в молодёжной среде известный как «Кольцо Гагарина»

Энтузиаст краевед г.Коломны создал проект https://web.archive.org/web/20140409062111/http://nasha-kolomna.ru/ в котором изучает историю города Коломна через историю улиц Коломны, большинство улиц отснято автомобильным регистратором для будущих поколений.
Наиболее примечательные улицы города:
- Арбатская улица — на этой улице жили Петр Артемьевич Сарафьян; Василий Александрович Зайцев; Борис Андреевич Пильняк; Ковальский Николай Михайлович, бывала на этой улице Анна Андреевна Ахматова в гостях у Пильняка.
- Береговая улица — Валентина Александровна Любимова
- Зелёная улица — Сергей Николаевич Луконин
- Москворецкая улица — Свешников, Александр Васильевич
- улица Октябрьской Революции — самая длинная улица города, на которой жили Перфилов, Лев Алексеевич; Лебедянский, Лев Сергеевич
- Посадская улица — работал Брушлинский, Борис Афиногенович
- улица Яна Грунта — Радищев, Андрей Павлович
- улица Девичье поле — по преданию, на месте современной улицы князь Дмитрий Донской проводил смотр войск перед походом на Куликово поле
- улица Ленина
- улица Дзержинского
- улица Калинина
- улица Партизан
- улица Гагарина
- улица Казакова

и многие другие.

### Улицы на территории Кремля
- улица Болотникова
- улица Дмитрия Донского
- улица Исаева
- улица Казакова
- Кремлёвская улица
- улица Лажечникова — Лозовский, Модест Александрович
- улица Лазарева
- Советский переулок

### Улицы Старого города
- Улица Козлова
- Комсомольская улица
- Красногвардейская улица
- Улица Левшина[4].
- Переулок Левшина
- Улица Мешкова
- Улица Октябрьской революции
- Пионерская улица
- Пионерский переулок
- Рязанская малая улица
- Улица Савельича
- Малый переулок Савельича
- Уманская улица
- Уманский переулок
- Улица Яна Грунта

### Улицы Посада
- Арбатская улица
- Проезд Артиллеристов
- Ветеринарная улица
- Водовозный переулок
- Гончарная улица
- Улица Зайцева
- Кооперативная улица
- Москворецкая улица
- Москворецкий переулок
- Улица Островского
- Полянская улица
- Посадская улица
- Посадский переулок
- Улица Пушкина

### УлицыЗапрудной слободы
- Улица Буфеева
- Запрудная большая улица
- Запрудная малая улица
- Заставная улица
- Луговая улица
- Улица Олений Вражек
- Речная улица

### Улицы Ямской слободы
- Гражданская улица
- Гранатная улица
- Ивановская улица
- Коломенская улица
- Улица Толстикова
- Улица III Интернационала

## Аллеи
- Каштановая аллея

## Набережные
- Набережная Оки
- Набережная Дмитрия Донского
- Набережная Москвы-реки
- Набережная реки Коломенка

## Неофициальныеурбанонимы

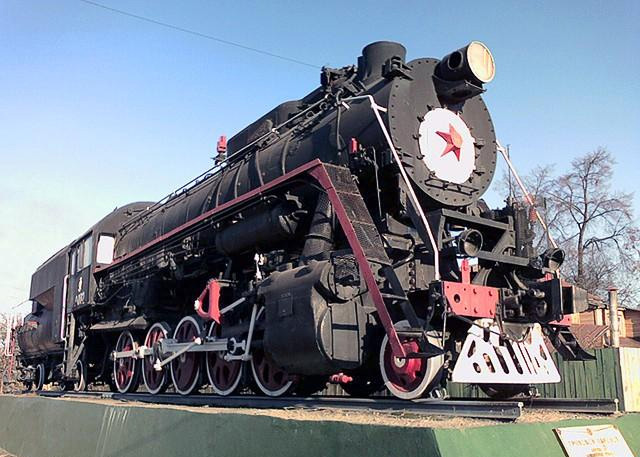
Памятник «Паровоз» (паровоз Л)

Кроме того, в городе некоторым домам присвоены «прозвища», например:
- Шанхай — многоподъездный дом на Советской площади.
- Клюшка — дом на улице Октябрьской Революции (338), получивший своё название за форму. В настоящее время (после возведения последних двух подъездов в середине 80-х) дом представляет собой S-образную загогулину.
- Шайба — бывшее здание кафе на проспекте Кирова, получивший своё название за округлую форму. Пережило несколько реинкарнаций, служило булочной, игровым клубом, магазином, притоном, аптекой. В настоящее время — магазин сувениров и антиквариата.
- Свечки — высотные (12- и 14-этажные) дома на остановках «Сад дворца» и «Тепловозостроителей». Также «свечками» иногда называют построенные позже 15-этажные дома в Голутвине.

Также некоторым местам и улицам народом присвоены собственные имена, например:
- Маринкина башня — народное название Коломенской башни кремля, встречающей гостей из столицы при въезде в Старый город, получившей своё название вследствие фактов о содержании здесь под стражей Марины Мнишек, жены обоих Лжедмитриев, где она и умерла, как говорится в летописях, «с тоски по воле».
- Стометровка — участок между трамвайной остановкой «Площадь двух революций» (бывш. «Улица III Интернационала») и подземным переходом под улицей Октябрьской Революции, где во времена перестройки велась бойкая торговля с рук ширпотребом. Теперь застроена торговыми павильонами.
- Пушка — площадка перед памятником воинам-артиллеристам в Мемориальном парке.
- Паровоз — площадка перед памятником паровозу серии Л на улице Октябрьской Революции.
- Бродвей — аллея у кинотеатра "Горизонт" на площади Советской, вдоль "Шанхая", традиционное место встреч коломенской молодежи.
- Блюдечко — сквер на месте слияния рек Москва и Коломенка, округлой формы.
- Бобры — сквер при бывшем Бобровском театре (кинотеатре им. Зайцева). Название происходит от располагавшегося здесь прежде пригородного села Боброво.
- Протопопово — сейчас посёлок имени Кирова, ранее село. Находится рядом с микрорайоном Колычёво, есть мнение что Протопопово старше Коломны.
- ЦЛПБ — улицы вдоль Озёрской ветки железной дороги, застроенные домами 1930-40-х годов. Ранее это был отдельный посёлок Центрального локомотивнопроектного бюро (ЦЛПБ).
- Водник — район многоэтажек на улице Карла Маркса в Щурове, названный так по местному продуктовому магазину[6].
- Полигон — улица Ларцевы Поляны в Щурове, бывший военный городок, до 1960 года относившийся к Центральному научно-исследовательскому полигону стрелкового и миномётного вооружения (НИПСМВО).